# Авъл Манлий Капитолин
Авъл Манлий Капитолин (на латински: Aulus Manlius Capitolinus) e политик на Римската република от 4 век пр.н.е.

## Биография
Авъл произлиза от една от най-старите патрицииски фамилии на града Манлиите и е брат на Марк Манлий Капитолин (консул 392 пр.н.е.).
Той е консулски военен трибун през 389, 385, 383 и 370 пр.н.е.